# Enleo
Enleo, pseudonimo di Mykyta Oleksijovyč Leont'jev (in ucraino Микита Олексійович Леонтьєв?; Mariupol', 22 febbraio 2002), è un cantante ucraino.

## Biografia
Nato a Mariupol' in una famiglia di musicisti, fin da giovane si è interessato alla musica, iniziando a suonare la chitarra all'età di otto anni. In un primo momento, provò ad entrare in una scuola di musica, ma fu rifiutato a causa delle sue dita corte. Quando finalmente vi fu ammesso, però, rimase presto deluso dall'approccio accademico alla musica. Un ruolo significativo nella sua formazione sono state le rock band studentesche in cui ha iniziato la sua carriera musicale.
In seguito, divenne membro del gruppo rock SunScream, dove fu prima bassista e poi cantante. Il primo concerto importante di Leont'jev ha avuto luogo all'età di 15 anni al festival Červona Ruta 2017 a Mariupol', ove hanno conquistato il terzo posto. Poco dopo ha avviato una carriera solista, postando varie cover sulla piattaforma social TikTok.
È salito alla ribalta nel 2021, quando ha preso parte all'undicesima edizione della versione ucraina di The Voice. Durante le audizioni, si è esibito con il brano Tebe ce može vbyty degli Skaj, conquistando l'approvazione dei giudici ed entrando a far parte del team di Dorofjejeva. Il suo percorso è proseguito fino alla fase delle Battles, dove è stato poi eliminato.
In seguito all'invasione russa dell'Ucraina, Enleo e la sua famiglia sono fuggiti dall'Ucraina per stabilirsi in Polonia. Nell'estate dello stesso anno ha pubblicato su Instagram una reinterpretazione del brano Another Love di Tom Odell. Tale cover ha ottenuto un notevole successo sulla piattaforma, attirando l'attenzione dello stesso Odell, il quale ha definito l'interpretazione del cantante «straordinaria». Ha successivamente preso parte allo spettacolo "Oblyjčča kol'oru, vijny", messo in scena dal Teatro "Concepion" di Mariupol'.
Nel settembre 2023 Enleo ha pubblicato l'album di debutto Molodist', da cui è stato estratto il singolo omonimo, dedicato al poeta e musicista Danylo Podybajlo, caduto durante la battaglia di Mariupol'. L'album è stato promosso attraverso una tournée che ha toccato otto città ucraine, tra cui il club Atlas di Kiev.
Nel dicembre 2024, dopo essere stato scartato durante le audizioni, è rientrato nella preselezione online organizzata dall'emittente ucraina UA:PBC per selezionare un'ulteriore finalista per il Vidbir, il processo di selezione decretante il rappresentante ucraino all'Eurovision Song Contest 2025, dove ha presentato il brano Supernova, piazzandosi secondo.

## Discografia

### Album in studio
- 2023 – Molodist'

### EP
- 2024 – S'ohodni abo nikoly

### Singoli
- 2022 – Sweater Weather (Ukrainian Cover)
- 2022 – Ljubov syl'niša (con Maša Kondratenko)
- 2022 – Vedy mene v chram
- 2023 – Čornemore
- 2023 – Val's pid vybuchy
- 2023 – M"jatna nič
- 2023 – Bij poduškamy
- 2023 – Nezakochana (con Ostrovs'kyj)
- 2024 – Psychične porušennja
- 2025 – Supernova

Come artista ospite
- 2023 – Svjatyj Mykolaj (Alena Omarhalyeva, Zlata Ohnjevič e Anna Trinčer feat. Positiff, Demčuk e Enleo)